# Endasys plagiator
Endasys plagiator là một loài tò vò trong họ Ichneumonidae.